# Ligne de Boulange à Rumelange - Ottange
La ligne de Boulange à Rumelange - Ottange est une ancienne ligne de chemin de fer transfrontalière à une voie unique, longue d'une dizaine de kilomètres, reliant la gare SNCF de Boulange à la gare de Rumelange-Ottange, au Luxembourg.
Elle constitue la ligne 197 000 du réseau ferré national.

## Histoire
La ligne est planifiée de longue date par la direction générale impériale des chemins de fer d'Alsace-Lorraine, son unique tunnel de 235 m de long à Nondkeil est achevé entre 1914 et 1915, mais la première Guerre mondiale retarde la suite des travaux. En 1933, les travaux continuent sur certaines sections, mais le manque d'argent pose problème et le gros œuvre n'est achevé qu'en 1937. 
La Seconde Guerre mondiale retarde son ouverture, qui n'aura lieu que le 10 mars 1959 ; plus tard, un nouveau trajet évitant le tunnel aurait été construit, les sources divergent à ce sujet : rail.lu mentionne que la ligne a été déviée par la suite, ce que les vues aériennes de Google Maps corroborent ; en revanche, tunnels-ferroviaires.org ne mentionne nullement cette déviation. La ligne est prolongée côté luxembourgeois par la ligne 6c, de Noertzange à Rumelange, en service depuis 1860.
L'existence de la ligne fut brève, puisqu'elle sera fermée vers 1970 et déclassée en 1975.

## La ligne aujourd'hui
La ligne a été déclassée et un lotissement a même été construit sur les anciennes emprises à Ottange.